# Johann Heinrich Füssli
Johann Heinrich Füssli (Zúric, 7 de febrer de 1741 - Putney Hill, Londres, 16 d'abril de 1825) va ser un dibuixant, pintor, historiador de l'art i escriptor suís, posteriorment establert a Gran Bretanya, on és conegut com a Henry Fuseli.
Pintor de difícil classificació, se l'ha qualificat de neoclàssic, neomanierista i preromàntic. En les seves imatges, conflueixen corrents que provenen de les tradicions classicista i manierista amb d'altres que són específics de la pintura anglesa i nòrdica, reflectint una concepció del sublim que es manifesta en l'art i la literatura angleses del segle xviii. En la seva estada a Itàlia va assolir el seu estil definitiu, basat en el manierisme, amb trets classicistes, però més dramàtics que els dels seus contemporanis. El seu apassionament, emocionalisme i subjectivitat -el que anomenem romanticisme- va portar el seu estil cap a l'irracional. L'obra de Füssli té un marcat caràcter teatral, no sols pels temes, sinó pel seu sentit plàstic de les imatges, en la representació de les quals fuig de la perspectiva renaixentista. Les formes de les seves figures s'aparten de les regles de les lliçons d'anatomia i donen lloc a noves criatures fantàstiques i sensuals.
Temàticament, malgrat el seu establiment a Anglaterra, Füssli representa un sentit del romanticisme plenament alemany: el seu món nocturn i terrorífic és paral·lel al del «romanticisme fosc» de Novalis, Hölderlin, Jean Paul i Hoffmann. Tot això situa Füssli com una figura fonamental per a la transició entre el neoclassicisme i el romanticisme, i com un dels artistes pioners en l'exploració de l'irracional, fet pel qual alguns historiadors de l'art el comparen amb Goya. Encara que poc després de la seva mort la seva obra va caure en un relatiu oblit, la seva figura va ser reivindicada pels expressionistes i surrealistes, els quals li van considerar com un predecessor.

## Biografia

### Joventut i formació a Suïssa

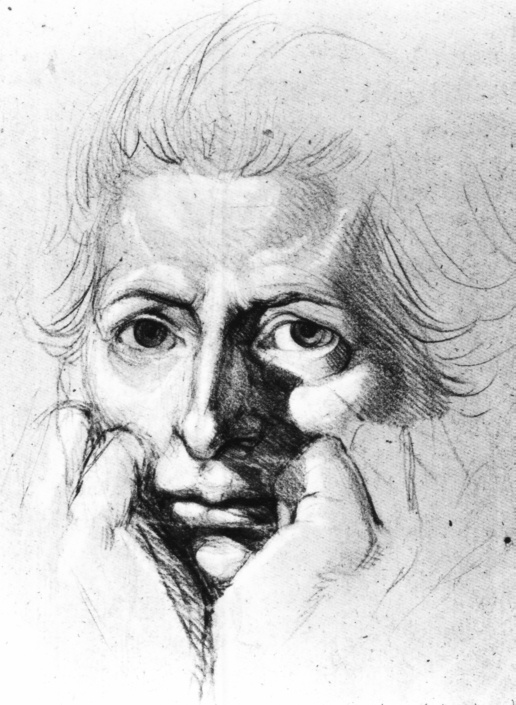
Autoretrat (1790), Victoria and Albert Museum, Londres

Va néixer a Zuric el 1741, fill d'un antiquari i pintor retratista, Johann Caspar Füssli. El seu pare, amic del famós crític d'art Johann Joachim Winckelmann, va escriure un llibre sobre pintura suïssa, i va reunir una gran col·lecció de dibuixos i gravats suïssos dels segles xvi i xvii. El seu germà, Johann Kaspar Füssli, va ser també pintor i entomòleg. Els inicis de Heinrich van ser en el terreny de la literatura, i tan sols a partir de 1764, a Anglaterra, es va dedicar de ple a la pintura. De fet, ell mateix no es considerava un artista, sinó un il·lustrador de temes literaris.
En la seva joventut a Zuric es va vincular al Sturm und Drang, moviment preromàntic que, en contraposició al racionalisme de la Il·lustració, va retornar a l'emoció i la fantasia, a l'expressió dels sentiments, els instints i les passions humanes. A casa del pare de Füssli es reunien els fundadors del moviment a Suïssa: Johann Jakob Bodmer i els seus deixebles Johann Kaspar Lavater —gran amic de Füssli durant tota la seva vida—, Johann Heinrich Pestalozzi i Johann Jakob Breitinger. Bodmer va traduir El paradís perdut de John Milton, el qual, juntament amb la traducció de Shakespeare a l'alemany per part de Wieland van influir en Füssli, el qual va començar a interessar-se per la literatura anglesa (Shakespeare, Milton, Young, Shaftesbury). Els ensenyaments de Bodmer van ser la base estètica de l'estil artístic de Füssli, especialment la seva concepció dels poetes com a genis transmissors de la passió i el sentiment, i la seva defensa de l'ambivalència passional de l'art i la poesia entre l'alegria i la tristesa, el plaer i el dolor, que atorgava a la temàtica dramàtica i passional un mateix nivell de validesa artística que els serens i equilibrats arguments del racional i classicista moviment il·lustrat.
La iniciació artística de Füssli va ser primerenca: de petit, va copiar alguns dels gravats de la col·lecció del seu pare —d'autors com Niklaus Manuel Deutsch, Urs Graf, Christoph Stimmer o Gotthard Ringli—, escollint sovint temes violents, amb forts clarobscurs, figures estilitzades i monumentals (Caiguda dels titans, 1752, Öffentliche Kunstsammlung, Basilea). En la seva adolescència va canviar de temàtica, passant al macabre i grotesc, de vegades amb intenció satírica i un cert aire caricaturesc, i sovint amb certs tocs eròtics, com s'evidencia en la seva còpia del Narrenbuch de Rudolf i Conrad Meyer, una sèrie de dibuixos sobre l'estupidesa humana. Va sorgir llavors una dualitat en la seva obra: d'una banda els temes eròtics i violents, per una altra una virtut i senzillesa influïdes per Rousseau.
Cap al 1755 va començar a consolidar el seu estil: en els seus gravats de 1755-57 sobre Till Eulenspiegel reflecteix un estil entre manierista i barroc influït per Dürer, que combinava alhora expressivitat i realisme. Aquest primer contacte amb el manierisme suís, combinat amb les idees del Sturm und Drang, va marcar l'estil futur de Füssli. Durant un curt període va exercir de pastor zwinglià, amb influència d'una teologia emocional que va marcar alguna de les seves obres. En aquest temps va començar a sorgir en Füssli un pessimisme, una actitud tràgica provinent de les idees de Rousseau sobre el fet que la civilització havia corromput la humanitat, i des de llavors va tenir una preferència temperamental per la visió tràgica de la humanitat.
Entre 1763 i 1764 va viatjar a Alemanya, exiliat per un temps a causa d'un pamflet que va publicar contra el govern oligàrquic de Zuric. Allà va contactar amb els escriptors Friedrich Gottlieb Klopstock i Johann Joachim Spalding, i va escriure poemes lírics influïts per Young, a més de realitzar alguns dibuixos de temes morals. Aleshores defensava la utilitat moral de l'art, com es demostra en dues obres realitzades a la casa de camp de Spalding a Barth, Destí de l'home i Instruccions per a les meves filles. En general, els seus dibuixos d'aquesta època s'inspiren en Nicolas Poussin i William Hogarth, com en Mort d'un hússar hongarès (1764, Kunsthaus, Zuric).

### Primera estada a Anglaterra

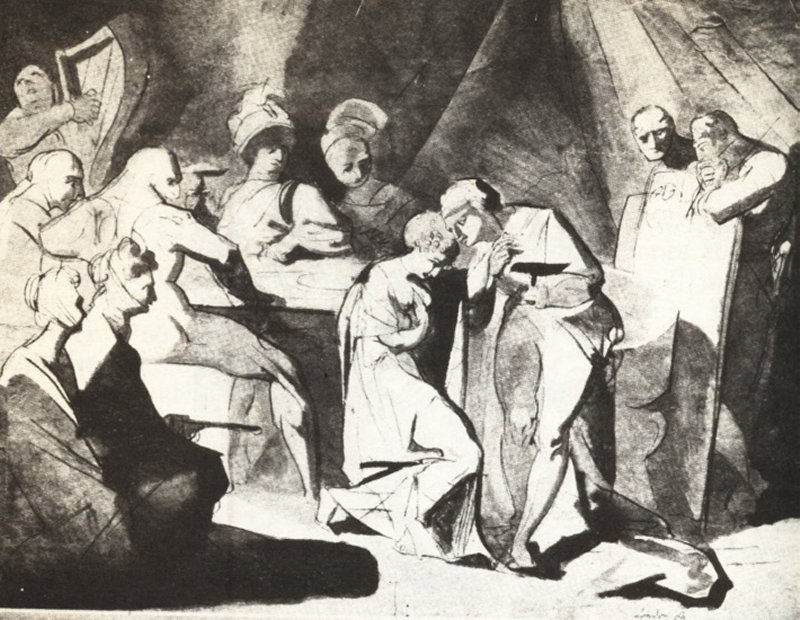
Bard tocant l'arpa (1769), col·lecció Bollag, Zuric

Entre 1764 i 1770 es va establir a Anglaterra, on va començar a il·lustrar Shakespeare, i va traduir Macbeth a l'alemany. Allí va conèixer Thomas Coutts, banquer de Jordi III i un dels més rics del país, el qual seria un dels seus màxims benefactors i el va introduir en els ambients aristocràtics. En aquesta època va començar a allunyar-se de Rousseau, potser influït per l'ambient mundà i cosmopolita de la societat anglesa, i davant la idea rousseauniana de la bondat natural humana, va començar a acceptar el caràcter corrupte i depravat de la humanitat, reafirmant el seu sentit tràgic humà. D'altra banda, va començar a relativitzar la moralitat, que de tan idealitzada que la tenia va passar a tornar-se il·lusòria, quelcom inabastable per a l'humà mortal. Alhora, i malgrat les seves idees liberals, va començar a considerar l'art com una cosa pròpia de genis i només assequible a elits intel·lectuals, de manera que el seu pensament va oscil·lar entre el progressisme social i el reaccionarisme intel·lectual.
A Anglaterra, va poder conèixer de primera mà l'obra dels seus autors favorits, Milton i Shakespeare: l'ambient intel·lectual d'aquesta època començava a interpretar Shakespeare de manera més apassionada, no tan realista com fins llavors, i Füssli es va fer ressò d'aquest corrent amb una sèrie de dibuixos inspirats en els drames de l'autor anglès, escollint en general les escenes més cruels i horripilants, a les quals de vegades donava un toc eròtic —lamentablement, la major part de les seves obres d'aquesta època es van perdre en un incendi el 1769. El seu estil va anar derivant cada cop més cap al manierisme —malgrat algunes obres de to més realista, com la il·lustració del Peregrine Pickle de Tobias George Smollett—, mentre que els seus temes esbossaven els que serien temes típics del romanticisme: el 1769 va pintar Bard tocant l'arpa (Col·lecció Bollag, Zuric), inspirat en l'incipient romanticisme escocès —aparegut llavors amb l'Ossian de James Macpherson—, en què reflecteix trets de Rembrandt i de Salvator Rosa, i una moda medieval inspirada en Pontormo i Baccio Bandinelli. Aquest mateix any va realitzar El somni d'Artur (col·lecció privada, Oberhofen), una escena del Faerie Queene d'Edmund Spenser, inspirada en el Mart i Venus de Rosso Fiorentino.

### Estada a Roma

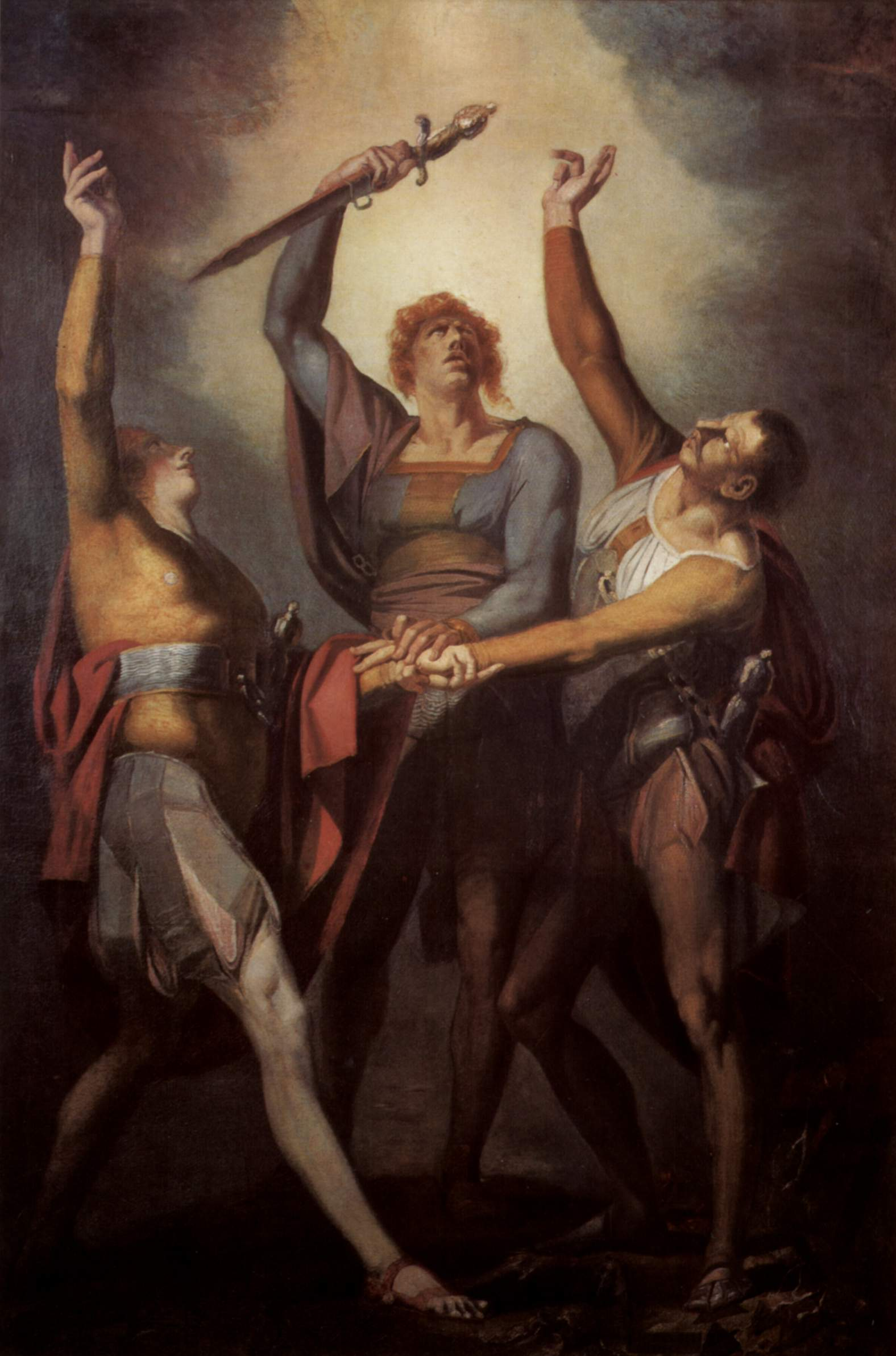
Jurament al Rütli (1779-80), Rathaus, Zuric

Entre 1770 i 1778 es va establir a Roma, on es va concentrar més que mai en l'art, ja que en aquestes dates va decidir definitivament dedicar-se a la pintura de manera professional. A Itàlia va assolir el seu estil definitiu, basat en el manierisme i abandonant totalment el realisme, amb un estil més abstracte, imaginatiu, monumental, sever i esquemàtic, amb predilecció com fins llavors per escenes dramàtiques i violentes, i inspirant-se, com havia fet fins llavors, en temes literaris. Tot i així, va mantenir en la seva obra certs trets classicistes —per influència de Winckelmann—, si bé reinterpretats de manera personal, adoptant els components que més convenien al seu estil, que en última instància es podria considerar com un manierisme d'arrel classicista.
Va rebre llavors la influència de Miquel Àngel, a qui considerava el geni més gran de l'art, de la mateixa manera que Shakespeare ho era en la literatura. Les seves figures van passar a ser allargades, estilitzades, destacant-les sobre el conjunt, gairebé sense espai ni perspectiva, amb horitzons baixos i pronunciats contrastos de llum i ombra. També es va inspirar en els manieristes italians, com Baccio Bandinelli, Rosso Fiorentino, Parmigianino, Domenico Beccafumi, Luca Cambiaso o Battista Franco. De Parmigianino, va prendre especialment el seu sentit estilitzat de l'erotisme, amb figures de formes corbades i allargades, que seria el seu prototip femení en endavant, en general recreant una figura propera a la femme fatale, altiva i sensual, amb insistència en l'expressivitat del rostre, on destaquen uns ulls molt oberts. En canvi, per als nus masculins se solia inspirar en els frescos del Judici Final de la catedral d'Orvieto de Luca Signorelli, amb figures musculoses en actituds tenses i dramàtiques, que usava generalment en figures de caràcter violent, com botxins i gladiadors. Així mateix, durant la seva estada a Roma va estudiar l'art antic, del qual va prendre alguna referència puntual, especialment del grup escultòric dels Domadors de cavalls de Monte Cavallo (segles IV-V), del qual va prendre una figura que seria típica en la seva producció, en el paper de jove heroi, de postura alçada, amb les cames separades i un braç en alt.
En aquests anys va fer còpies de Miquel Àngel (Avantpassats, Profetes i Sibil·les de la Capella Sixtina), i va il·lustrar temes de Dant, Shakespeare, Milton i Thomas Gray. El 1772 va realitzar Mort del cardenal Beaufort (Museu Britànic, Londres), inspirat en la Mort de Germànic de Poussin. El 1772-74 va il·lustrar la Divina comèdia, en una línia manierista barroca. En una visita a Venècia, va rebre igualment la influència del manierisme tardà de Tintoretto (Moisès predicant a la muntanya Sinaí, 1776, Kunsthaus, Zuric; Trasllat del cadàver de Sarpèdon, 1778, Kunsthaus, Zuric). En una composició de 1778-80, L'artista desesperat davant la grandesa de les ruïnes antigues, va reflectir el sentiment característic de l'època d'admiració per les ruïnes clàssiques, provinent de Winckelmann —l'obra del qual Reflexió sobre la imitació de les obres d'art gregues (1755) va traduir a l'anglès. Les seves obres en aquests anys són dinàmiques, generalment amb escenes de grups en moviments tensos, forçats, en composicions moltes vegades diagonals o piramidals (Lear abraçant Cordèlia agonitzant, 1777, Kunsthaus, Zuric; Ricard III visitat per espectres, 1777, British Museum, Londres), de vegades amb un marcat component eròtic (Perseu i Andròmeda, 1778, British Museum, Londres). Durant la seva estada a Itàlia, va elaborar una sèrie d'imatges eròtiques anomenada dibuixos de simplegma ('entrellaçament'), en què el sexe es relaciona amb la passió i el patiment —entroncant amb l'antic concepte de pathos—, en làmines que evoquen els antics ritus bàquics i priàpics, amb un erotisme cru i realista allunyat de la galanteria rococó.
El 1779 va tornar a Zuric en camí de tornada a Anglaterra. Allà va pintar el Jurament al Rütli (Rathaus, Zuric), un encàrrec de la Federació Suïssa per commemorar l'alçament dels tres cantons (Uri, Schwyz, Unterwalden) contra la dominació austríaca. En aquesta obra les figures omplen l'espai, sense fons, en postures violentes, resoltes amb un contrapposto, i reflecteixen un moralisme heroic que té un cert paral·lel amb el Jurament dels Horacis de Jacques-Louis David (1782-1784).

### Tornada a Anglaterra

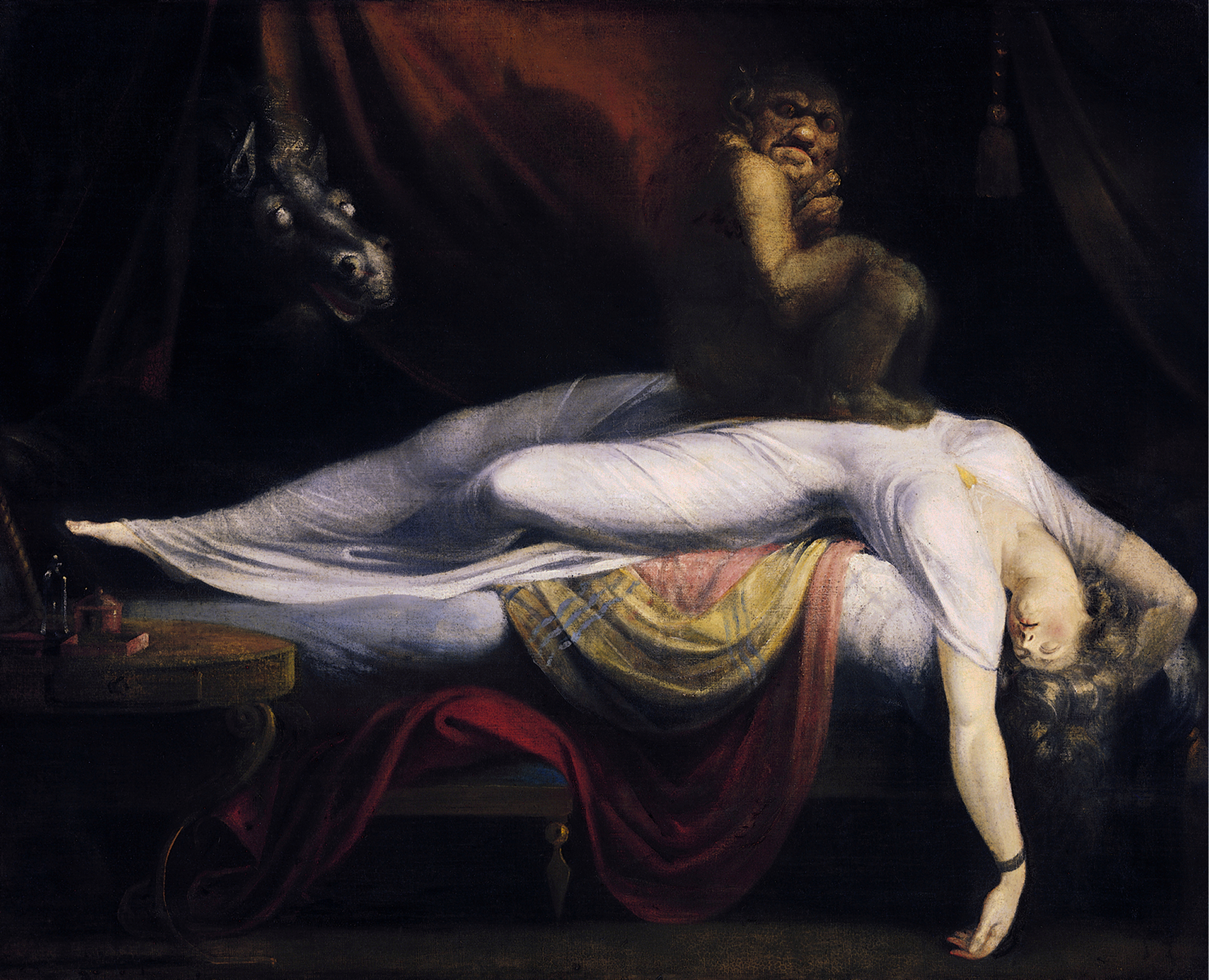
El malson (1781), Institute of Arts, Detroit

El 1779 va tornar a Anglaterra, on es va centrar més que mai en l'art, alhora que les seves idees polítiques s'anaven suavitzant, i malgrat unes primeres mostres de simpatia per la Revolució francesa, aviat va derivar cap a posicions més moderades, i es va moure en cercles més intel·lectuals que no polítics. Les seves obres van ser comprades majoritàriament pels seus amics d'aquests cercles, com el banquer Thomas Coutts, l'historiador William Roscoe, el milionari i artista aficionat William Lock, o l'artista i president de la Royal Academy Thomas Lawrence. El 1788 es va casar amb Sophia Rawlins, amb la qual no va tenir fills. Encara que en general el seu art no va ser gaire apreciat en l'àmbit popular, sí que va gaudir de fama i honors com a expert erudit en art: el 1788 va ingressar com a soci en la Royal Academy, de la qual posteriorment va ser membre ordinari (1790), professor de pintura (1799) i, finalment, conservador vitalici. El 1816, va ser nomenat membre honorífic de l'Accademia di San Luca per Antonio Canova, de visita a Anglaterra, al costat de John Flaxman i Thomas Lawrence, segons Canova els «tres més grans artistes anglesos».
En aquesta època va pintar els seus quadres més importants, il·lustrant temes de Shakespeare, Milton, Cowper i Homer, així com diverses obres com el Cant dels nibelungs i l'Oberon de Wieland. A més, va rebre l'encàrrec de John Boydell per executar unes pintures basades en l'obra dramàtica de Shakespeare, les quals van ser utilitzades com a base per a il·lustrar una gran edició impresa d'aquest dramaturg que es va exhibir per diversos anys en la galeria Boydell Shakespeare. De la mateixa manera, les seves il·lustracions sobre Milton van ser exposades al Pall Mall de Londres amb el nom Milton Gallery (1799). En aquestes obres, Füssli remarca l'eròtic i insisteix cada cop més en el demoníac i satànic. No utilitza gaire el color —el qual subordina al dibuix—, que sol ser gris o marró, en tons freds i de guix. En general, emfasitza més les figures principals de l'escena, mentre que les secundàries apareixen difuminades. En els seus dibuixos, utilitza més el llapis i el guix que la ploma i l'aiguada, que anteriorment emprava amb més profusió, i els clarobscurs, abans més violents i forçats, apareixen ara més suavitzats.
També va començar a compondre temes inventats, generalment de caràcter fantasmagòric: Por (1780-82, Kunsthaus, Zuric), la composició del qual apunta a l'expressionisme; El malson, del qual hi ha diverses versions (1781, Institute of Arts, Detroit; 1790-91, Goethes Elternhaus, Frankfurt del Main), probablement la seva obra més coneguda, potser inspirada en el Somni d'Hècuba de Giulio Romano o en el Somni de Rafael de Marcantonio Raimondi, és on presenta el seu torturat fons psicològic d'una manera més intimista; Solitud a l'ocàs (1795-1800, col·lecció privada, Zuric), il·lustració del Lycidas de Milton, en què reprodueix una de les figures dels Avantpassats de Miquel Àngel (Naason); Silenci (1800, Kunsthaus, Zuric), també reprodueix una altra figura de Miguel Àngel (Aminadab).
En l'última dècada del segle xviii va començar a inspirar-se en Pellegrino Tibaldi, a qui considerava el deixeble més important de Miquel Àngel, i del qual va prendre la monumentalitat de les figures i el dinamisme de l'acció, especialment en gestos i actituds. De Tibaldi, va imitar figures per a quadres com La caiguda d'Ícar (1795, Kunsthaus, Zuric), Aquil·les tractant d'agafar l'ombra de Pàtrocle (1805, col·lecció privada, Zuric) i Altea resant per la mort de Meleagre (1806, col·lecció Oppé, Londres), en què Meleagre suggereix tant el Polifem de Tibaldi (d'Odisseu deixa cec Polifem, Palazzo Poggi, Bolonya) com l'Heliodor de Rafael (de L'expulsió d'Heliodor del temple, a les Estances Vaticanes). En Odisseu escapant de Polifem (1805, col·lecció Ulrich, Zuric), la composició recorda tant Tibaldi com els frescos de Primaticcio de la Galerie d'Ulysse de Fontainebleau; en aquesta obra Füssli va canviar la composició, monumental i massissa, però no tan violenta. En una altra il·lustració per a la Ilíada, Aquil·les sacrificant el seu cabell a la pira funerària de Pàtrocle (1795-1800, Kunsthaus, Zuric), la figura d'Aquil·les és una versió del Mart de Rosso Fiorentino, de la seva sèrie dels Déus.
Va continuar igualment amb els temes eròtics, en els quals se solia basar en gravats d'Hendrick Goltzius i Bartholomeus Spranger, en obres com: Teseu i Ariadna (1787, Kunsthaus, Zuric), Titània i Bottom (1790, Tate Gallery, Londres), Caiguda d'Ícar amb dones banyant-se (1795, Kunsthaus, Zuric), Nu ajagut mentre una dona toca el piano (1800, Col·lecció Ganz, Chicago) —inspirat en Venus recreant-se en la música de Ticià—, Cortesana amb adorn de plomes (1800-1810, Kunsthaus, Zuric) i Malson (1810, Kunsthaus, Zuric). També va recrear temes fantàstics, com les il·lustracions per al Somni d'una nit d'estiu de Shakespeare i el Faerie Queene d'Edmund Spenser, en escenes de gran dinamisme en què una multiplicitat de personatges de tipus fantàstic (follets, fades, gnoms), volen en l'espai en complexos remolins, en composicions ondulants i vigoroses.

### Darrers anys

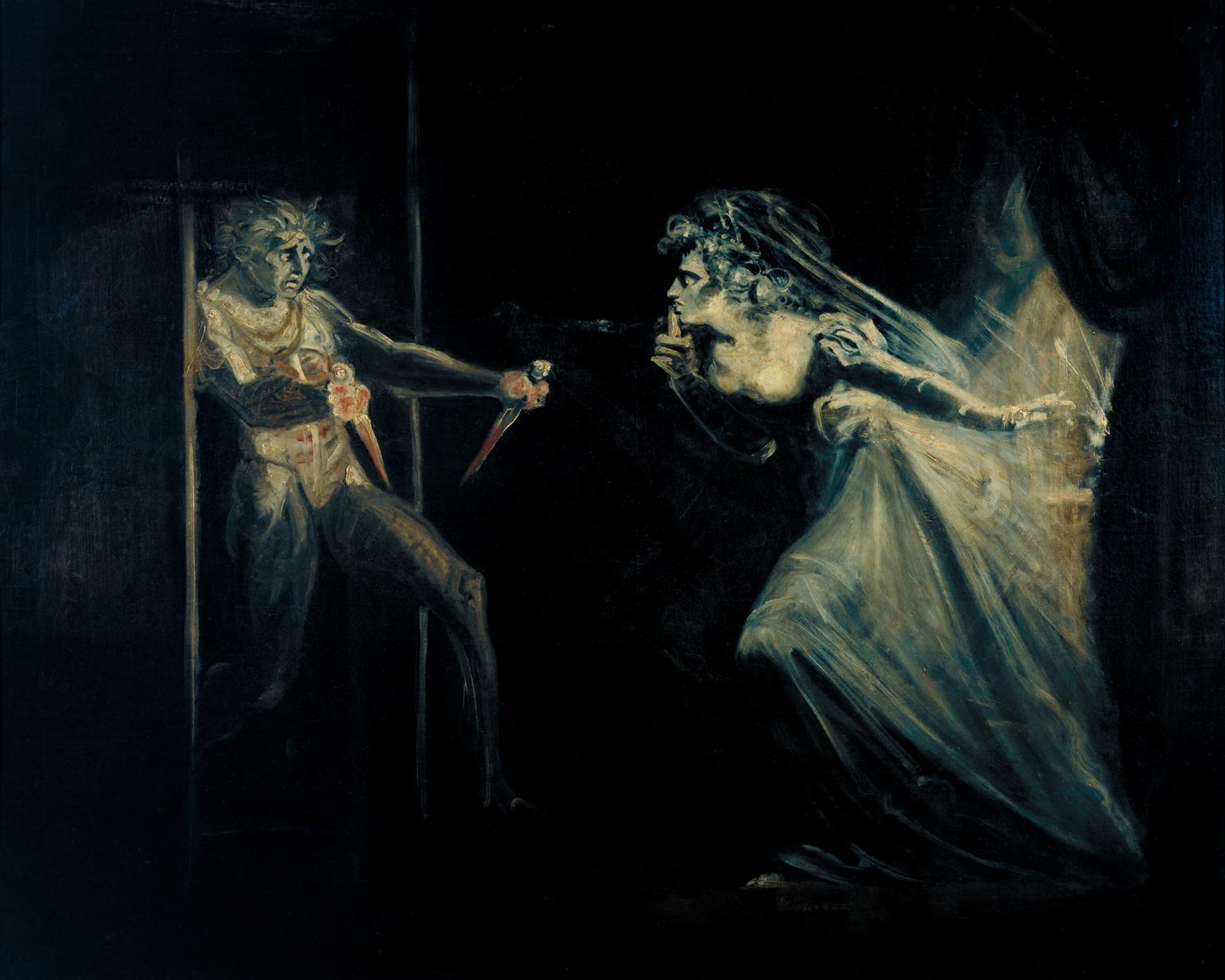
Lady Macbeth amb els punyals (1812), Tate Gallery, Londres

Amb el canvi de segle es va introduir en nous gèneres com el paisatge, en quadres i dibuixos resolts de manera expressionista amb unes poques línies principals: va fer dibuixos del Tàmesi i de Hastings i Ramsgate, els seus llocs d'estiueig. Va continuar amb els dibuixos eròtics, especialment de cortesanes vestides o mig nues, en què emfasitzava els components eròtics de la moda, tant en vestits com en pentinats, amb uns traços estilitzats que recorden l'obra de Parmigianino. Entre 1805 i 1806 va il·lustrar un volum de poemes de Cowper, en què mostra una major influència d'Hogarth, especialment en l'expressió facial —Füssli tenia molt d'interès per la fisiognomia, i va il·lustrar el Physiognomische Fragmente del seu amic Lavater. A partir de 1810, s'intensifiquen les tendències romanticorealistes, amb un major sentit del pintoresc, en obres com Chriemhild asseguda al costat d'una espineta mentre Siegfried la besa (1813, Kunsthaus, Zuric), Noia pentinant-se contemplada per un jove (1815, Kunsthaus, Zuric), Víctima de ferida de daga sostinguda per monjos (1816, col·lecció Bollag, Zuric), o Jove empresonada amb un esquelet, observada per un ancià amb armadura (il·lustració de l'Heptameron de Margarida de Navarra, col·lecció privada, Zuric). Algunes d'aquestes obres semblen prefigurar Delacroix o Géricault, els quals en la dècada de 1820 van coincidir en estil i temàtica amb l'œuvre de Füssli.
En els seus últims anys, va dibuixar menys temes històrics i més d'inspiració pròpia, amb un tractament més realista, aportant una representació més humana dels sentiments: Alliberament d'una donzella (1810-1820, col·lecció privada, Basilea), L'abraçada (1815, Öffentliche Kunstsammlung, Basilea), El follet (1822, Öffentliche Kunstsammlung, Basilea). Especialment, el nou realisme en la seva obra es posa de manifest en els dibuixos de nus, en aguada o amb un llapis molt difuminat, amb un to serè i equilibrat, amb certa tendència a la monumentalitat de les formes, però tractades amb més naturalisme. Es percep la influència de l'escola veneciana, especialment Ticià i Tintoretto. En aquesta època, els seus dibuixos eròtics, especialment de prostitutes, tenen un caràcter més íntim, generalment en figures aïllades —no com anteriorment en escenes—, en actituds menys agressives que en composicions anteriors. En un retrat de 1820, Retrat de la senyoreta Otway-Cave (col·lecció privada, Zuric), el tractament de la figura recorda l'actitud altiva dels seus dibuixos de cortesanes, amb un allargament del coll que recorda novament Parmigianino. Una de les seves últimes obres de rellevància va ser Fugida del cercle familiar (1822, Kunsthaus, Zuric), potser inspirat en La maledicció del pare de Jean-Baptiste Greuze, tot i que, com era habitual en ell, exagerant els gestos i la tensió dramàtica.
Füssli va morir a Londres el 1825, a la casa de Susan Coutts, comtessa de Guildford, filla del seu antic mecenes Thomas Coutts. Va tenir pocs deixebles directes (Benjamin Haydon, William Etty, John Martin), però l'obra de Füssli va influir en alguns artistes en els anys situats entre els segles xviii i xix, si bé amb un to més moderat i menys manierista, com Alexander Runciman, John Brown, Prince Hoare, George Romney, Thomas Banks, Johan Tobias Sergel i Nicolai Abraham Abildgaard. Però l'artista més excel·lent en la línia iniciada per Füssli va ser William Blake, que va portar el romanticisme de tall manierista a cotes de gran emocionalitat i misticisme, amb un fort segell subjectiu, gairebé oníric. Blake va ser un gran admirador de Füssli, de qui va dir que la seva capacitat per al dibuix era comparable a la de Miquel Àngel; al seu Public Address (Discurs públic, 1810), va dir de Füssli que «s'ha avançat cent anys a la generació actual», i va esmentar com a millors pintors de la història Miquel Àngel i Füssli, així com de la poesia Shakespeare i Milton.
Malgrat tot, l'estil iniciat per Füssli va tenir escassa acceptació a escala general, davant d'una línia de tall classicista més realista defensada a França, o davant del neobarroc de gust burgès a Anglaterra, on triomfava l'obra de Joshua Reynolds. L'obra de Füssli, visionària i avançada al seu temps, va ser millor valorada després de la seva mort, en els anys d'esplendor del romanticisme, així com al segle xx per expressionistes i surrealistes.

## Faceta literària

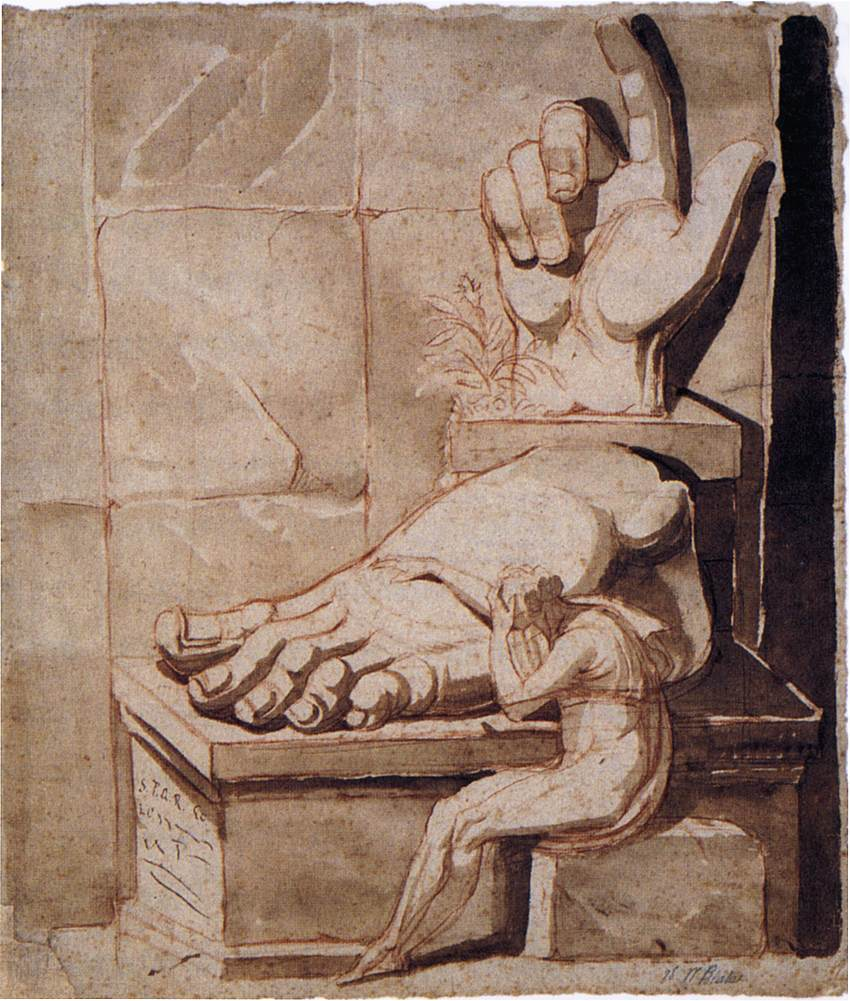
L'artista desesperat davant la grandesa de les ruïnes antigues (1778-80), Kunsthaus, Zuric

Füssli va destacar —especialment en la seva joventut— tant com a artista i poeta, amb una poesia preromàntica molt propera a l'Sturm und Drang. El 1774 Lavater el va comparar a Goethe, i fins i tot el considerava superior en certs aspectes. Els seus poemes tenien un to profundament líric, inspirats en el poeta anglès Edward Young. Interessat en la finalitat moral de la poesia —concepte que va prendre de Klopstock—, la seva temàtica se centrava sovint en la fe i la virtut, així com en la pàtria i la llibertat, com s'evidencia en els seus Klagen (Lamentacions, 1763), rapsòdies en prosa escrites durant l'exili a Alemanya després de criticar públicament el govern cantonal de Zuric. Un altre dels seus poemes més famosos és Ode an das Vaterland (Oda a la pàtria, 1765), en què defensa la figura del polític liberal anglès John Wilkes. El 1767, va escriure el pamflet Remarks on the Writings and Conduct of J. J. Rousseau (Observacions sobre els escrits i conducta de J. J. Rousseau), que es va publicar de manera anònima, en què reflexiona sobre el filòsof ginebrí en una sèrie d'aforismes de gran qualitat literària, que van ser atribuïts inicialment a Laurence Sterne.
Un altre prolífic camp literari de Füssli va ser l'art: el zuriquès tenia uns enormes coneixements d'art que va reflectir en diversos tractats, com Lectures at the Royal Academy (Conferències a la Reial Acadèmia, 1801), A History of Art in the Schools of Italy (Història de l'art a les escoles d'Itàlia) i Aphorisms (Aforismes, 1831); també va contribuir al Dictionary of Artists (Diccionari d'artistes) de Pilkington (1805). En general, era força crític amb la majoria d'artistes, fins i tot amb els que més li agradaven. Alguns dels seus opositors li retreien aquestes crítiques a la seva vanitat, a no voler reconèixer el deute contret amb alguns d'ells que havien influït en la seva obra. En el terreny de la teoria de l'art, Füssli era més conservador que en la seva pròpia obra, i defensava més l'art classicista que no altres tendències menys realistes. No obstant això, en els seus escrits mostra trets que serien típics de la teoria de l'art romàntica, especialment en la seva concepció de l'artista com a geni, així com en la importància de l'expressió, fins i tot per sobre de la bellesa.
Es conserven igualment diverses cartes i manuscrits de l'artista, molts recollits en la primera biografia que es va publicar sobre ell el 1831, The Life and Writings of Henry Fuseli (Vida i escrits de Henry Fuseli), de John Knowles. També va participar assíduament en la revista literària Analytical Review, editada per Joseph Johnson.
Lliçons a la Royal Academy (1801-1823)
- I Sobre l'art modern (1801)
- II Sobre l'art clàssic (1801)
- III Sobre la invenció (1801)
- IV Segona part sobre la invenció (1804)
- V Sobre la composició i l'expressió (1802)
- VI Sobre el clarobscur (1812)
- VII Sobre el disseny (1802)
- VIII Sobre el color en la pintura al fresc (1802)
- IX Sobre el color en la pintura a l'oli (1802)
- X Sobre la doctrina de les proporcions (1822)
- XI Sobre els mètodes predominants per a l'estudi de la història de l'art (1823)
- XII Sobre la condició actual de l'art (1820)

## Obra seleccionada
- La mort del cardenal Beaufort (1772) – ploma, tinta, llapis i bany gris, 82 x 65 cm, Walker Art Gallery, Liverpool
- Dante i Virgili al gel de Kocythos (1774) – ploma i sèpia, aquarel·la, 39 x 27,4 cm, Kunsthaus, Zürich
- L'artista desesperat davant la grandesa de les ruïnes antigues (1778-80) – llapis vermell en bany sèpia, 41,5 x 35,5 cm, Kunsthaus, Zürich
- Ezzelino i Meduna (1779) – oli sobre llenç, 45,7 x 50,8 cm, Sir John Soane's Museum, Londres
- Jurament al Rütli (1779-80) – oli sobre llenç, 267 x 178 cm, Rathaus, Zürich
- Retrat de dona jove (1781) – oli sobre llenç, 101 x 127 cm, Institute of Arts, Detroit
- El malson (L'íncube) (1781) – oli sobre llenç, 101 x 127 cm, Institute of Arts, Detroit
- Lady Macbeth somnàmbula (1781-84) – oli sobre llenç, 221 x 160 cm, Musée du Louvre, París
- El malson (1782) – oli sobre llenç, 76 x 64 cm, Goethes Elternhaus, Frankfurt
- Lady Macbeth (1784) – oli sobre llenç, 221 x 160 cm, Musée du Louvre, París
- L'apoteosi de Penelope Boothby (1792-1794) – oli sobre llenç, 213,61 x 127,25 cm, Col·lecció privada
- El somni del pastor (1793) – oli sobre llenç, 154,5 x 215,5 cm, Tate Gallery, Londres
- L'íncub abandona a la jove dorment (1793) – oli sobre llenç, 100 x 124 cm, Muraltengut, Zürich
- El desvetllament de Titània (1794) – oli sobre llenç, 169 x 135 cm, Kunsthaus, Zürich
- Soledat a l'albada (1794-96) – oli sobre llenç, 102 x 95 cm, Kunsthaus, Zürich
- La bruixa nocturna visita les bruixes de Lapland (1796) – oli sobre llenç, 101,6 x 126,4 cm, Metropolitan Museum, Nova York
- Silenci (1800) – oli sobre llenç, 63,5 x 51,5 cm, Kunsthaus, Zürich
- Polifem enganyat per Ulisses (1803) – oli sobre llenç, 91 x 71 cm, Col·lecció particular
- Titània troba l'anell encantat (1804-05) – oli sobre llenç, 61 x 45 cm, Kunsthaus, Zürich
- Brunilda observant a Günther (1807) – pinzell, ploma i tinta, 48,3 x 31,7 cm, City Museum and Art Gallery, Nottingham
- Lady Macbeth amb els punyals (1812) – oli sobre llenç, 101,6 x 127 cm, Tate Gallery, Londres

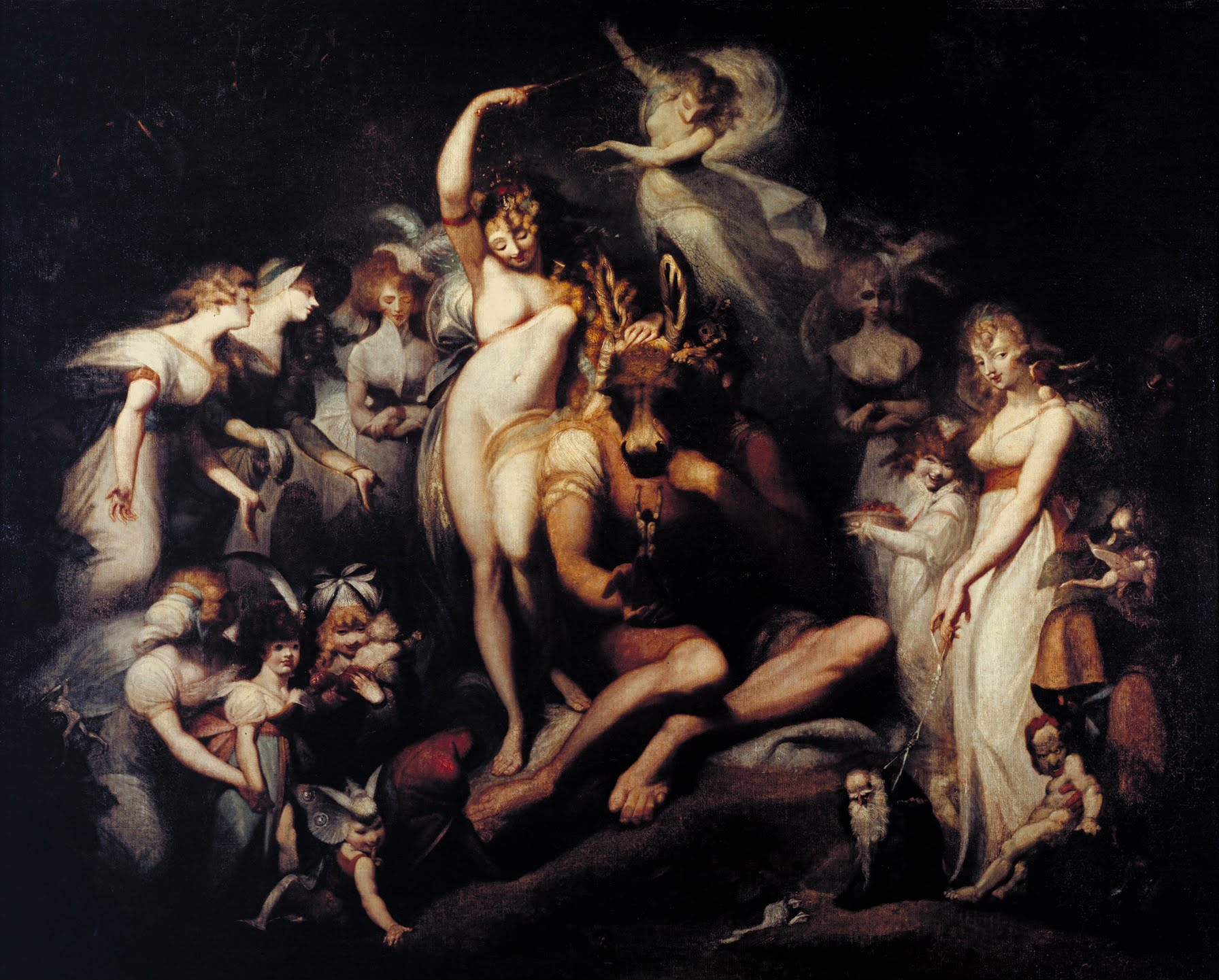
Titània i Bottom (1790), Tate Gallery, Londres
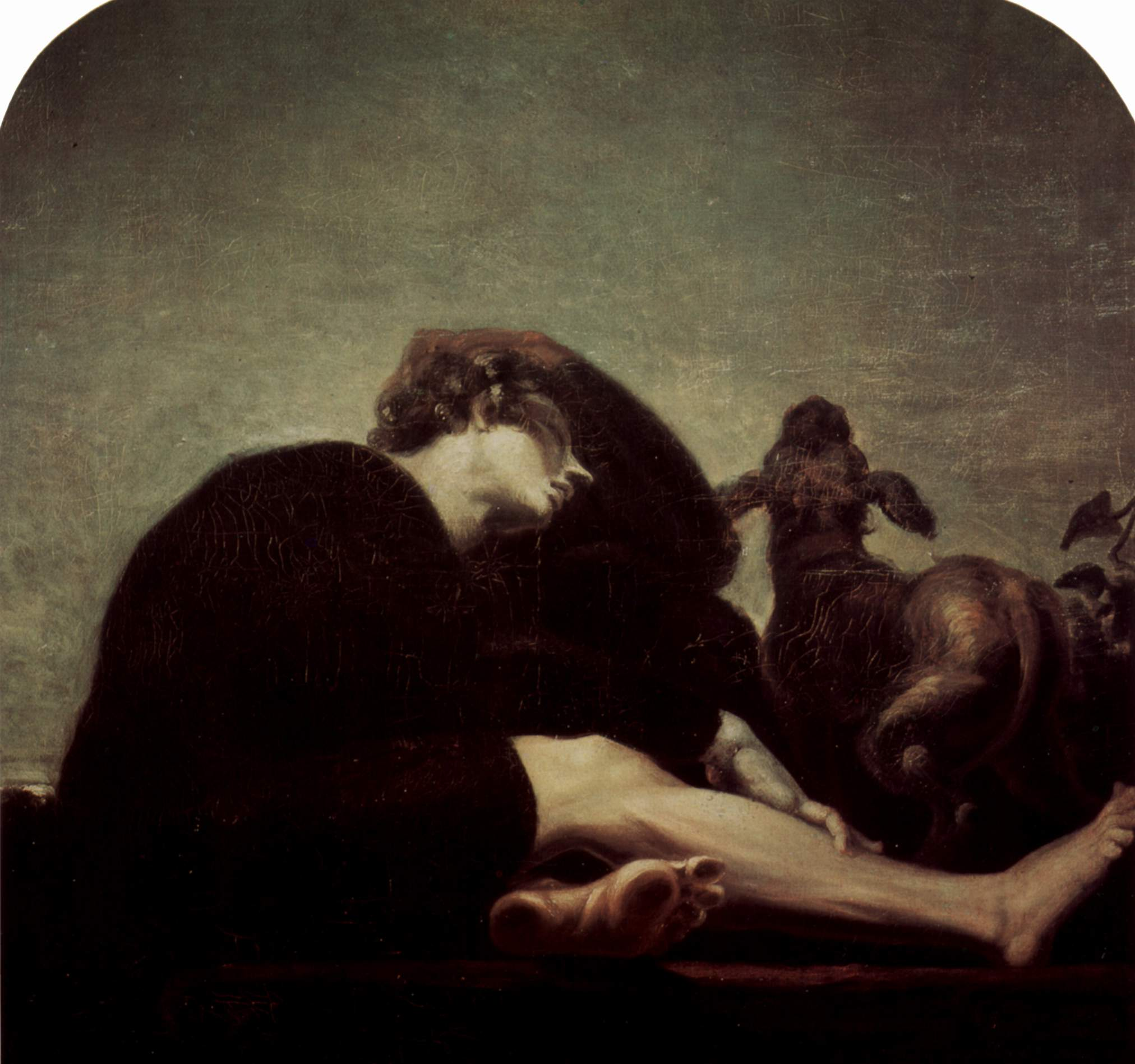
Solitud a l'ocàs (1795-1800), col·lecció privada, Zuric
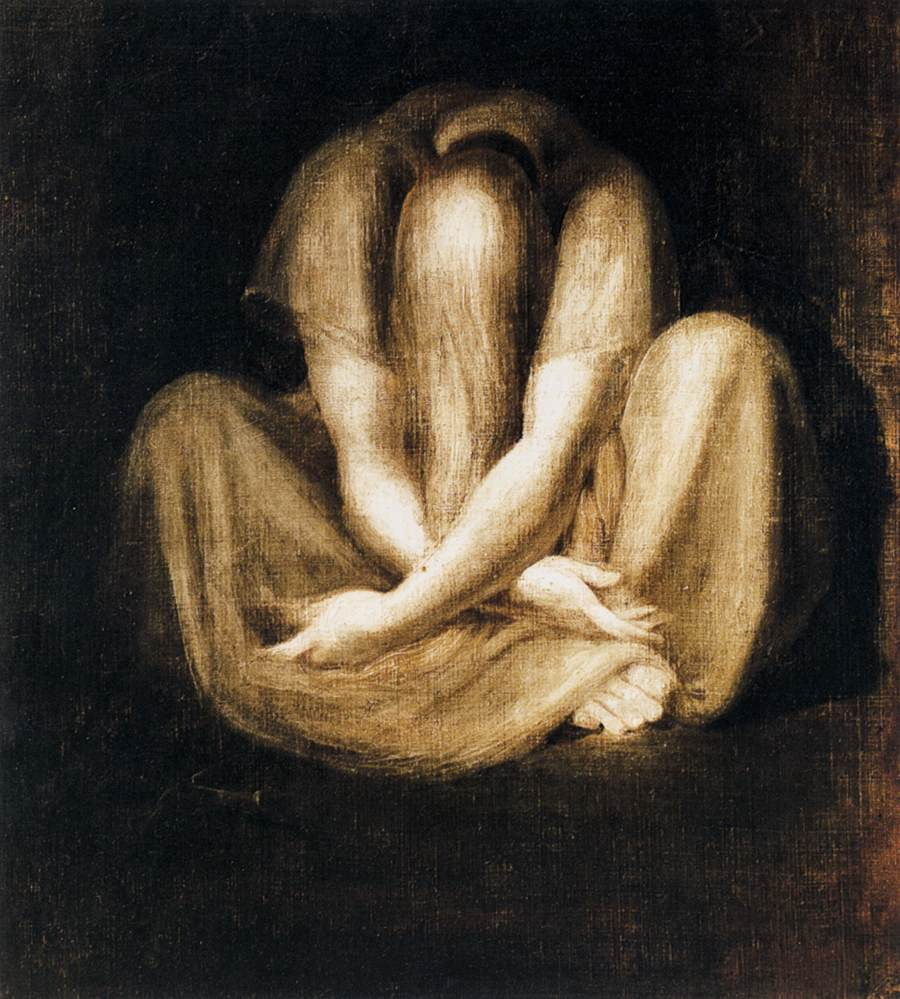
Silenci (1800), Kunsthaus, Zuric
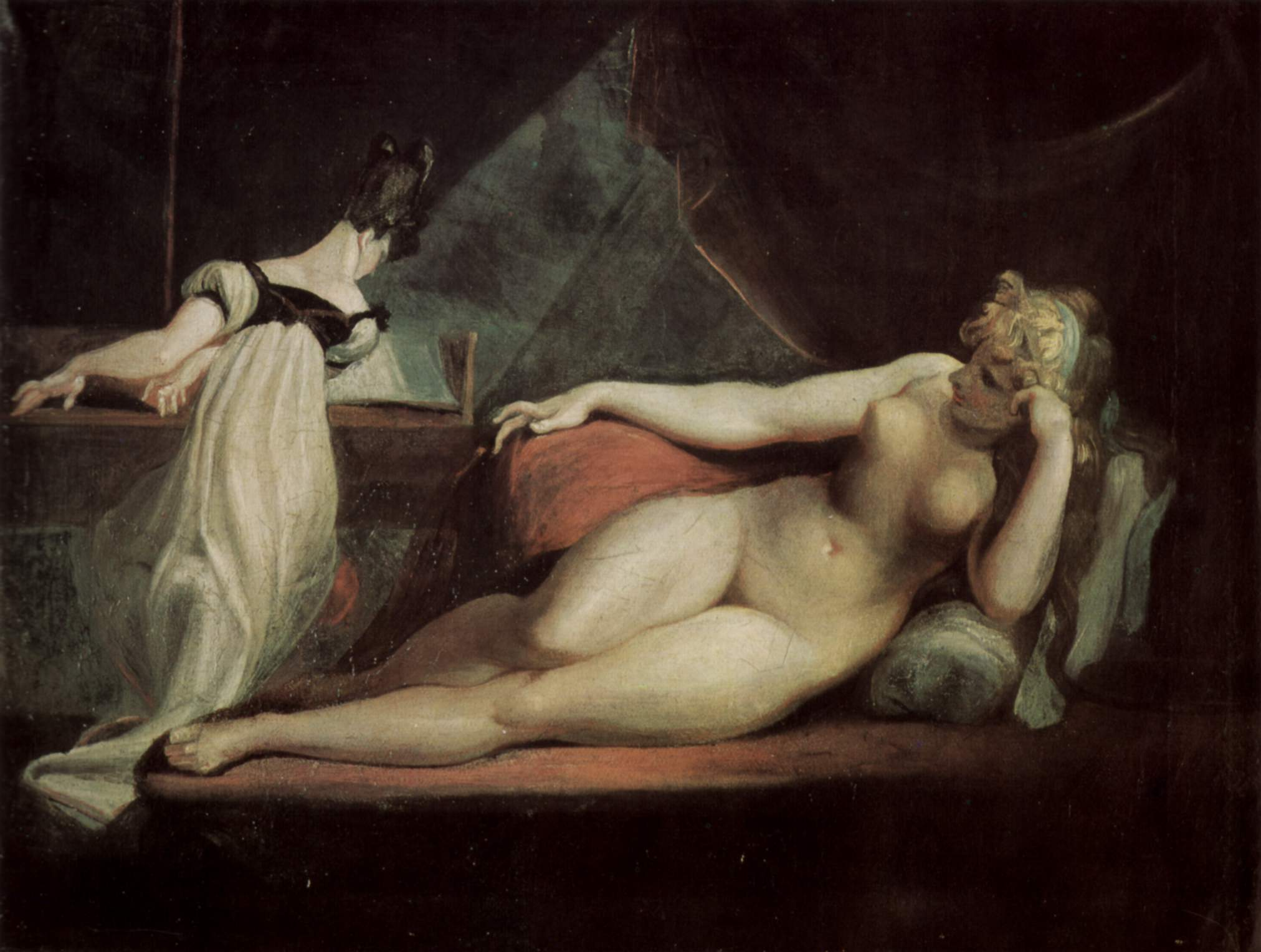
Nu ajagut mentre una dona toca el piano (1800), col·lecció Ganz, Chicago